# テリー・マーシュ
テリー・マーシュ（Terry Marsh, 1958年2月7日 - ）は、イギリスの男性プロボクサー。タワーハムレッツ区ステップニー出身。元IBF世界スーパーライト級王者。てんかんの発作に悩まされ29歳で世界王座在位のまま引退した。引退後はフランク・ウォーレンの銃撃事件で容疑者として逮捕・拘留（後に無罪になった）されたことがある。
2010年3月にNone Of The Above X（上記の候補者以外）という名前に改名し、イギリス総選挙に無所属候補として出馬した。

## 来歴
1981年10月12日、プロデビューを果たし6回60-57の判定勝ちで白星でデビューを飾った。
1982年4月5日、ロイド・クリスティーと対戦し8回78-78の引き分け。
1983年4月26日、BBBofCサウザンエリアスーパーライト級王座決定戦をバーノン・バンリエルと対戦し10回100-97の判定負けで王座獲得に成功した。
1984年9月19日、BBBofC英国スーパーライト級王者クリントン・マッケンジーと対戦し12回判定勝ちで王座獲得に成功した。
1985年10月24日、EBUヨーロッパスーパーライト級王座決定戦をアレッサンドリオ・スカペッチと対戦し6回TKO勝ちで王座獲得に成功した。
1986年1月22日、ツシコレタ・ンカランケレと対戦し12回3-0(119-116、118-117、119-118)の判定勝ちで初防衛に成功した。
1986年4月12日、フランセスコ・プレジオソと対戦し12回判定勝ちで2度目の防衛に成功した。
1987年3月4日、IBF世界スーパーライト級王者ジョー・マンリーと対戦し10回20秒TKO勝ちで王座獲得に成功した。
1987年7月1日、元日本スーパーライト級王者亀田昭雄と対戦し7回TKO勝ちで初防衛に成功した。
しかし、持病だったてんかんの発作がひどくなったためIBF世界スーパーライト級王座を返上し、無敗レコードのまま12月に現役を引退した。
引退後は株の仲売人になり、56歳の時にはチェスボクシングで世界ウェルター級王座を獲得した。

## フランク・ウォーレン銃撃事件
1989年11月30日に発生した、マーシュの元プロモーターフランク・ウォーレンがルガーP08で銃撃された事件の容疑者として逮捕され10ヶ月間拘留されるが、証拠不十分で釈放された(現在も犯人は捕まっていない)。

## 獲得タイトル
- BBBofCサウザンエリアスーパーライト級王座
- BBBofC英国スーパーライト級王座
- EBUヨーロッパスーパーライト級王座
- 第4代IBF世界スーパーライト級王座（防衛1）